# 燕平 (1958年)
燕平（1958年12月—），男，重庆渝北人，中华人民共和国政治人物。重庆市委党校研究生，经济学学士，经济师。曾任重庆市政协副主席、党组副书记。

## 生平
1975年8月参加工作，任四川省江北县仁睦公社知青。1980年1月任中国人民银行四川省重庆市江北县支行会计员。1981年9月进入渝州大学经济管理系工商企业管理专业学习。1984年4月加入中国共产党。1985年7月到1992年10月在重庆汽车工业公司，历任科员，企业管理办公室主任，经理助理，副经理，火花塞厂长等职务。
1992年10月开始到重庆市沙坪坝区工作，历任计划经济委员会副主任，井口镇党委副书记兼镇长，党委书记兼镇长，沙坪坝区副区长职务。
2002年调任长寿区，先后任区委副书记，代区长，区长，区委书记等职位。
2009年1月调任江北区委书记。2013年11月14当选重庆市委常委。2013年11月20日兼任重庆市宣传部长，社科联主任。
2017年1月开始兼任重庆市政协副主席，党组副书记；2017年5月，卸任市委常委，宣传部部长职务。